# Liten jätteloka
Liten jätteloka (Heracleum pubescens) är en flockblommig växtart som beskrevs av Friedrich August Marschall von Bieberstein. Liten jätteloka ingår i släktet lokor, och familjen flockblommiga växter. Inga underarter finns listade i Catalogue of Life.